# Ибрахима Гай
Ибрахима Гай е сенегалски футболист, защитник.

## Професионална кариера
Играе като защитник. Започва да тренира футбол едва на 18 годишна възраст, когато е взет в Дакар Сенегал през 1996. В Дакар Сенегал остава до лятото на 2000, когато преминава в Дуан Сенегал. През лятото на 2001 преминава в ЦСКА и става несменяем титуляр в защитата на армейците. Двукратен шампион на България през 2002/03 и 2004/05. Чужденецът с най-много мачове в ЦСКА. Защитник №3 на България за 2005. Остава в ЦСКА до началото на 2006, когато е продаден на Самсунспор Турция. От лятото на 2006 е в Цървена звезда Белград Сърбия като е шампион и носител на купата на Сърбия с Цървена звезда през 2006/07, а в началото на 2009 преминава в Ал-Ахли Джеда Саудитска Арабия. От лятото на 2009 до края на 2013 е в Локерен Белгия като е носител на купата на Белгия през 2011/12, а след това през 2014 играе за Раднички Ниш Сърбия, но не записва официален мач.
Има два мача за националния отбор на Сенегал. След като взема българско гражданство е спряган за националния отбор на България, като в началото през 2006 самия Гай отказва тази възможност. През 2008 самия той декларира, че би искал да играе за България, но ФИФА намира, че не може да се състезава за новата си родина.